# Leadership in Energy and Environmental Design

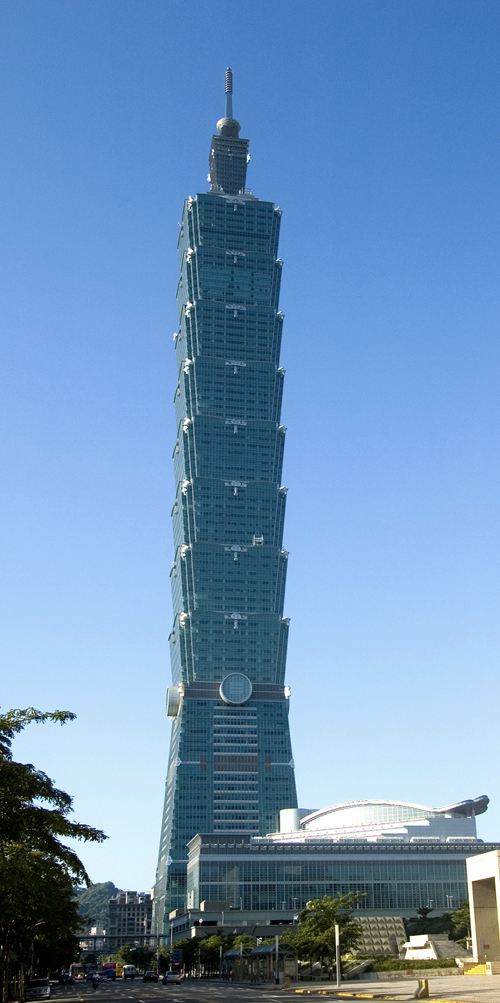
Taipei 101, em Taiwan, o maior e mais alto edifício com a certificação LEED Platinum.

LEED (em inglês:  Leadership in Energy and Environmental Design; em português: Liderança em Energia e Design Ambiental) é uma certificação para construções sustentáveis, concebida e concedida pela organização não governamental United States Green Building Council (USGBC), com intuito de promover e estimular práticas de construções sustentáveis, satisfazendo critérios para uma construção verde (Localização e Transporte, Lotes Sustentáveis, Eficiência da Água, Energia e Atmosfera, Materiais e Recursos, Qualidade Interna dos Ambientes e Inovação e Prioridades Regionais). Foi posto em prática em 1998 e atualmente já possuem ou estão em fase de aprovação, por meio de um selo, milhares de projetos ao redor do mundo.
Atualmente, há 21 membros do World Green Building Council, entidade supranacional que regula e incentiva a criação de Conselhos Nacionais como forma de promover mundialmente tecnologias, iniciativas e operações sustentáveis na construção civil. No Brasil, o representante oficial do LEED é o GBC Brasil.
É a certificação sustentável mais conhecida e recorrida no Brasil, o qual está na quarta posição dos países com maior número de empreendimentos certificados, estando atrás apenas do Canadá, China e Índia.

## Critérios
Atualmente o GBC Brasil disponibiliza os seguintes tipos de LEED:
- LEED NC – Novas construções e grandes projetos de renovação
- LEED ND – Desenvolvimento de bairro (localidades)
- LEED CS – Projetos da envoltória e parte central do edifício
- LEED Retail NC e CI – Lojas de varejo
- LEED Healthcare – Unidades de saúde
- LEED EB_OM – Operação de manutenção de edifícios existentes
- LEED Schools – Escolas
- LEED CI – Projetos de interiores e edifícios comerciais

A avaliação da Certificação LEED é realizada por meio de pré-requisitos e créditos a serem atendidas nas categorias: Sustentabilidade do Espaço, Racionalização do Uso da Água, Eficiência Energética, Qualidade Ambiental Interna, Materiais e Recursos, Inovação e Processos de Projeto e Créditos Regionais.
Os pré-requisitos são condições mínimos a serem atendidas pelo projeto, para que o mesmo tenha direito a acumulação de pontos para certificação, caso não sejam atendidos o projeto não poderá ser certificado. Os Créditos (recomendações) valem pontos que variam de acordo com a categoria a ser atendida, a partir de um número mínimo de pontos a construção poderá ser certificada, podendo ser: Certificada, Prata, Ouro ou Platina.